# Epigram u stijeni u Živogošću
Epigram u stijeni nalazi se u Živogošću, općina Podgora.

## Opis
Pod franjevačkim samostanom, na samoj plaži, diže se poveća hrid, na kojoj su uklesani kasnoantički stihovi dvije ode (epigrami) u počast vrelu pitke vode Pokrivenice koje je tu nekada izviralo i nakon kratka toka utjecalo u more. Na lokalitetu se vjerojatno nalazila villa rustica koja je pripadala nekom Licijanu koji se zajedno sa ženom Pelagijom spominje u epigramu (neki ga domaći pisci dovode u vezu s istoimenim carem - Valerius Licinianus, 4. stoljeće).

## Zaštita
Pod oznakom Z-4885 zaveden kao nepokretno kulturno dobro - arheologija, pravna statusa zaštićena kulturnog dobra, klasificirano kao "kopnena arheološka zona/nalazište".